# Carlos Campos
Carlos Héctor Campos Silva (* 14. Februar 1937 in Santiago de Chile; † 11. November 2020 in Ovalle), auch bekannt unter dem Spitznamen El Tanque, war ein chilenischer Fußballspieler. Er spielte als Stürmer für Universidad de Chile und nahm mit der Nationalmannschaft seines Heimatlandes an den Weltmeisterschaftsendrunden 1962 und 1966 teil.

## Vereinskarriere
Carlos Campos begann in der Jugend von Universidad de Chile in Santiago und spielte ab 1956 in der Primera División. Bei diesem Verein blieb er bis zum Ende seiner Karriere 1969. Mit Universidad de Chile gewann er zwischen 1959 und 1969 sechsmal die chilenische Meisterschaft und wurde dreimal Torschützenkönig der Primera División. 1959 erzielte Campos am vorletzten Spieltag gegen den Meisterschaftsrivalen CSD Colo-Colo in der 90. Spielminute den Siegtreffer zum 3:2. Durch die nun punktgleichen Teams war ein Entscheidungsspiel um die Meisterschaft nötig, das La U mit 2:1 gewann. Mit dieser Meisterschaft wurde das Ballet Azul (dt. Blaues Ballett), wie Universidad de Chile aufgrund der erfolgreichen Spielweise fortan genannt wurde, geboren. 1961 erzielte Campos im Ligaspiel gegen Rangers de Talca sechs Tore in nur 28 Minuten. Sein Team gewann nach 0:2-Rückstand durch seine Tore schließlich mit 6:2. Im Spitzenspiel 1963 gegen Colo-Colo gelangen El Tanque 3 Tore beim 6:3-Erfolg.

## Nationalmannschaft
In der Nationalmannschaft Chiles kam Carlos Campos erstmals am 22. November 1961 zum Einsatz bei der 0:1-Niederlage im Freundschaftsspiel gegen die Sowjetunion. Im Jahr darauf nahm er mit der chilenischen Fußballnationalmannschaft an der Weltmeisterschaft im eigenen Land teil. Dort spielte Chile ein glänzendes Turnier und wurde am Ende Dritter. Campos kam allerdings nur im Spiel um Platz 3 gegen Jugoslawien zum Einsatz. Dort verletzte er sich nach rund 15 Minuten am rechten Oberschenkelmuskel, musste aber mit Schmerzen weiterspielen, da noch keine Wechsel erlaubt waren. Nach der Weltmeisterschaft fiel Campos aufgrund dieser Verletzung drei Monate aus. Vier Jahre später bei der Weltmeisterschaft in England kam Chile nicht über die Vorrunde hinaus. Hier wurde er nicht eingesetzt. Am 18. Januar 1967 absolvierte Campos beim 2:0-Erfolg über Venezuela bei der Campeonato Sudamericano sein letztes Spiel im Trikot in der chilenischen Nationalmannschaft. Insgesamt erzielte Campos zwei Tore in elf Einsätzen für sein Heimatland.

## Erfolge
- Chilenischer Meister: 1959, 1962, 1964, 1965, 1967, 1969
- Torschützenkönig der Primera División: 1961, 1962, 1966
- Fußball-Weltmeisterschaft: WM-Dritter 1962